# 2-amino-3-(5-tert-butil-3-(fosfonometoksi)-1,2-oksazol-4-il)propanoinska kiselina
ATPO, 2-amino-3-(5-tert-butil-3-(fosfonometoksi)-1,2-oksazol-4-il)propanoinska kiselina, je antagonist AMPA receptora.